# Drachentor-Schule
Die Drachentor-Schule (chinesisch 龍門派 / 龙门派, Pinyin Longmen pai, englisch The Dragon Gate Sect) ist eine Schule des Quanzhen-Daoismus, einer der vier großen Schulen des Daoismus. Sie wurde von Qiu Chuji (丘處機 / 丘处机) (1148–1227), der auch unter den Namen Changchunzi 長春子 bzw. Changchun 長春 bekannt ist, gegründet. Sie ist nach der Longmen-Grotte (龍門洞 / 龙门洞, englisch Dragon Gate Cave) im Kreis Long in der chinesischen Provinz Shaanxi benannt. Ihre eigentliche Blüte erlebte diese Schule aber erst durch das Wirken Wang Changyues (1622–1680). Wang Changyue gilt als großer Reformer, der konfuzianische und buddhistische Elemente in die Doktrinen des Quanzhen integrierte, so die Lehre vom menschlichen Weg und ethischen Handeln (rendao) sowie buddhistische Vorstellungen einer wahren Natur (zhenxing) aller Wesen. Außerdem förderte er nachhaltig das daoistische Ordenswesen in dieser Zeit. Die Longmen-Schule blieb als eine der Unterschulen des Quanzhen-Daoismus bis heute erhalten.
Zu ihren wichtigsten Texten zählt das Geheimnis der Goldenen Blüte (太一金華宗旨 / 太一金华宗旨,  Taiyi jinhua zongzhi, englisch The Secret of the Golden Flower), ein dem Lü Dongbin zugeschriebenes Werk.